# 希臘足球聯賽
希臘足球聯賽（Beta Ethniki）是希臘的第三級足球聯賽，冠軍可獲升級至希臘足球超級聯賽2。

## 歷屆冠軍
Template:希甲賽季